# Василівка-на-Дніпрі (археологія)
Василівки-на-Дніпрі — село у Надпоріжжі у Синельниківському районі Дніпропетровської області, що має багате археологічне минуле.
Вигідне розташування у найнебезпечнішого та найкрасивішого порога Ненаситця притягало людей у цю місцину. У давнину тут існував перевіз зі сторони сучасного села Микільське.

## Давньокам'яна доба
Поблизу Василівки на Дніпрі відкрито рештки стоянок давньокам'яної доби, що датуються понад 100 тис. років тому.

## Середньокам'яна доба
Досліджено могильник середньокам'яної доби (VII тисячоліття до Р. Х.).
Поблизу сіл Волоське й Василівки — в унікальних могильниках досліджено понад 80 поховань. Вчені припускають, що поховані, в кістках яких знайдені кременеві наконечники стріл, загинули в результаті зіткнення ворогуючих родових груп.

## Новокам'яна доба
Поселення Сурсько-дніпровської культури новокам'яної доби.
Поблизу села знайдено під час археологічної експедиції перед затопленям порогів 2 могильники Маріупольського типу дніпро-донецької культури.